# Marco Polo High
Koordinaten: 76° 39′ S, 164° 0′ W
Das Marco Polo High ist ein 160 km langer und 80 km breiter Tiefseerücken im Rossmeer vor der Saunders-Küste des westantarktischen Marie-Byrd-Lands.
Italienische Wissenschaftler entdeckten ihn zwischen März und Juni 1993. Sie benannten ihn 1997 nach dem venezianischen Händler und Entdecker Marco Polo (1254–1324).